# Carlo Kannewasser
Carlo Kannewasser (Engels: Cedric Diggory) is een personage in de boeken over Harry Potter van de Engelse schrijfster Joanne Rowling. In de verfilmingen wordt Kannewasser gespeeld door Robert Pattinson.
Carlo Kannewasser, zoon van Barend Kannewasser, was student aan Zweinsteins Hogeschool voor Hekserij en Hocus-Pocus. Hij was zoeker en aanvoerder van het zwerkbalteam van Huffelpuf. In Harry Potter en de Gevangene van Azkaban verslaat hij Harry Potter in een Zwerkbal-wedstrijd, doordat Harry op dat moment werd aangevallen door Dementors. Carlo was verliefd op Cho Chang, de zoeker van Ravenklauw. Hij ging met Cho naar het Kerstbal in deel vier. Na zijn dood ging Harry met Cho. Zijn vrouwelijke medeleerlingen vinden hem uitzonderlijk knap. Innerlijk was het een nobele en eerlijke jongen. Toen Harry Potter hem geholpen had met een opdracht voor het Toverschool Toernooi, hielp hij Harry op zijn beurt met de volgende opdracht. Tijdens de eindopdracht van het Toernooi drong hij erop aan, dat niet hijzelf, maar Harry Potter in het middelpunt van de doolhof de Toverschool Trofee zou pakken, omdat Harry hem gered had van Viktor Kruml. Kannewasser werd enkele momenten later, nadat hij de Trofee samen met Harry had vastgenomen, in opdracht van Heer Voldemort vermoord door Peter Pippeling, waarna Harry moest toekijken hoe Voldemort herrees. Toen tijdens het duel tussen Harry en Voldemort zielen uit de toverstaf van Voldemort kwamen, was dat ook de ziel van Carlo, hij zei tegen Harry dat hij zijn lichaam mee moest nemen naar zijn vader. Later bracht Potter het lichaam van Kannewasser op verzoek mee terug naar de plaats waar het evenement plaatsvond.

## Uiterlijke kenmerken
De uiterlijke kenmerken van Kannewasser zijn: grijze ogen, donker haar, een rechte neus en volgens het boek "uitzonderlijk knap".